# San José (El Salvador)
San José o San José de La Fuente es un distrito del municipio de La Unión Norte en el departamento de La Unión, El Salvador. De acuerdo al Censo oficial de 2024, tiene una población de 2.544 habitantes.

## Historia
La localidad surgió a raíz de una petición de los cantones El Chagüite y La Joya (del municipio de Bolívar); y El Platanar, Sombrerito y Chagüitillo (de Pasaquina), en la que solicitaron erigirse en pueblo sobre la base de una ley del 6 de febrero de 1862. Esto fue concedido el 18 de enero de 1871 por la Asamblea Nacional y bajo la administración presidencial de Francisco Dueñas. El 15 de agosto de 1955 alcanzó la categoría de «villa» bajo el gobierno de Óscar Osorio.

## Información general
El distrito cubre un área de 45,16 km² y su cabecera tiene una altitud de 120 m s. n. m. Las fiestas patronales se celebran en el mes marzo en honor a José de Nazaret, santo de la Iglesia católica.